# Вильхельмссон, Кристиан
Кри́стиан Ви́льхельмссон (швед. Christian Wilhelmsson; 8 декабря 1979, Мальмё, Швеция) — шведский футболист, полузащитник. Выступал за сборную Швеции.

## Карьера
Кристиан успел сменить немало клубов за свою карьеру. После того, как он перешёл в «Нант» в 2006 году, каждый новый сезон он начинал в новой команде, причём каждый раз он переходил на правах аренды с возможностью дальнейшего выкупа его контракта, однако ни «Рома», ни «Болтон Уондерерс» Гари Мегсона не решились подписать с Вильхельмссоном постоянное соглашение. После того, как «Болтон» в январе 2008 досрочно разорвал соглашение об аренде и отправил Вильхельмссона обратно во Францию, Кристиан был вынужден искать себе новый клуб, так как «Нант» к тому времени покинул высший дивизион чемпионата Франции, и Вильхельмссон отказался за него выступать. В итоге вторую половину сезона Вильхельмссон провёл в испанском «Депортиво Ла-Корунья».
Первым большим турниром, на который Вильхельмссон поехал в составе сборной Швеции, стал чемпионат Европы 2004. На этом турнире Кристиан сыграл во всех четырёх матчах своей команды и произвёл впечатление своей высочайшей скоростью, которая, однако, нивелировалась не слишком точными передачами.
Вскоре после чемпионата мира в Германии, в сентябре 2006 года, Вильхельмссон вместе с ещё двумя игроками национальной команды (ими оказались Улоф Мельберг и Златан Ибрагимович) был отослан из расположения сборной после того, как три этих футболиста опоздали к «комендантскому часу». Спустя некоторое время они всё же были возвращены в состав команды.
С августа 2008 Кристиан продолжит карьеру в клубе «Аль-Хиляль» из Саудовской Аравии. «Нант», которому принадлежали права на футболиста, получил за этот трансфер €3,5 миллиона. Футболист подписал с «Аль-Хилялем» четырёхлетний контракт.
5 сентября 2012 года игрок подписал контракт с американским клубом MLS «Лос-Анджелес Гэлакси». 14 сентября 2012 года Вильхельмссон дебютировал за «Гэлакси» в домашнем матче 29-го тура регулярного чемпионата MLS 2012 против «Колорадо Рэпидз» (2:0) и на 58-й минуте забил второй гол в матче.

## Голы в сборной
| #  | Дата            | Соперник    | Счет | Результат | Соревнование                        |
| -- | --------------- | ----------- | ---- | --------- | ----------------------------------- |
| 1. | 13 октября 2004 | Исландия    | 4-0  | 4-1       | Квалификация чемпионата мира 2006   |
| 2. | 4 июня 2005     | Мальта      | 3-0  | 6-0       | Квалификация чемпионата мира 2006   |
| 3. | 11 октября 2006 | Исландия    | 2-1  | 2-1       | Квалификация чемпионата Европы 2008 |
| 4. | 13 октября 2007 | Лихтенштейн | 2-0  | 3-0       | Квалификация чемпионата Европы 2008 |
| 5. | 2 июня 2010     | Беларусь    | 1-0  | 1-0       | товарищеский матч                   |
| 6. | 2 сентябрь 2011 | Венгрия     | 1-1  | 1-2       | Квалификация чемпионата Европы 2012 |
| 7. | 6 сентябрь 2011 | Сан Марино  | 2-0  | 5-0       | Квалификация чемпионата Европы 2012 |
| 8. | 6 сентябрь 2011 | Сан Марино  | 5-0  | 5-0       | Квалификация чемпионата Европы 2012 |

## Достижения
- Обладатель Кубка MLS: 2012